# صحراء وادي السند

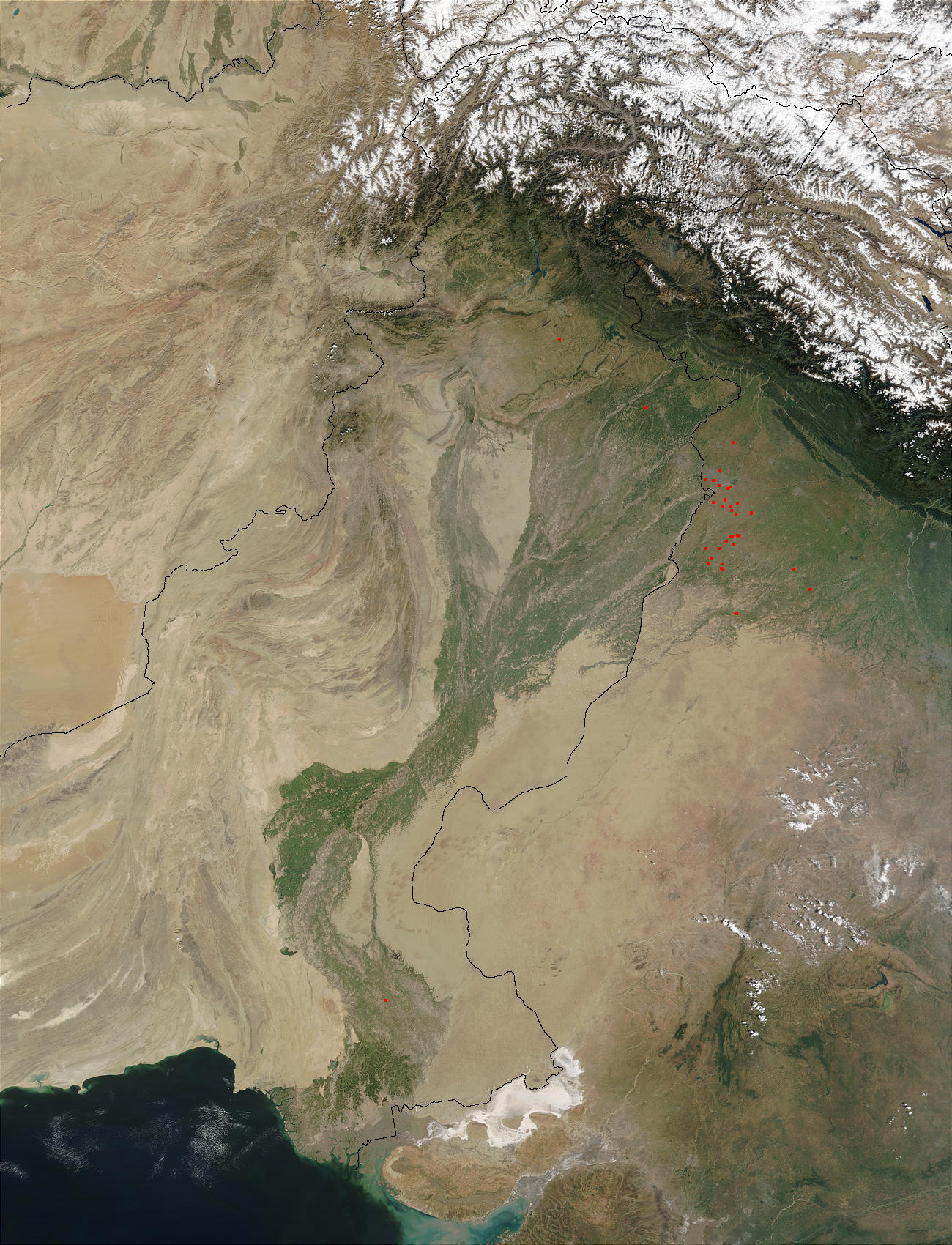
صورة لخريطة باكستان تظهر فيها صحراء وادي السند التقطت من الفضاء

صحراء وادي السند (بالإنجليزية: Indus Valley Desert) هي منطقة صحراوية إيكولوجية غير مأهولة تقريبا بالسكان، تقع في شمال باكستان.

## موقع الصحراء
صحراء وادي السند تغطي مساحة قدرها حوالي 19500 كيلومترا مربعا (7500 ميل مربع)، تقع في مقاطعة البنجاب شمال غرب باكستان بين إقليم تشيناب ونهر السند، تعد صحراء وادي السند الأكثر جفافا من الغابات الشمالية الغربية الشوكة التي تحيط بها، مع درجات حرارة تتراوح بين درجة التجمد في فصل الشتاء، وحار جدا (أكثر من 45 درجة) في الصيف مع 600مم-800مم فقط من الأمطار سنويا.

## نباتات الصحراء
تعد نباتات صحراء وادي السند متنوعة جدا وذلك بسبب درجات الحرارة المتفاوته، مع مجموعة متنوعة من شجيرات الينبوت التي تتواجد منها الكثير من الأنواع في الصحراء.

## حيوانات الصحراء
صحراء وادي السند هي موطن لأربعة من الثدييات الكبيرة وهي : الذئب والضبع والوشق والفهد، تعيش جنبا إلى جنب مع العديد من القوارض وغيرها من الثدييات، بالإضافة إلى احتواء الصحراء لما مجموعه 190 نوع من الطيور تشمل الصقر الأحمر العنق.

## الحفاظ على الصحراء
صحراء وادي السند هي مقاربة من صحراء ثار حيث أن الزراعة فيهما منعدمة، والرعي قليل جدا بسبب مناخها، ولكن الصيد ما زال مستمر وبشكل خطرا على حيوانات العناق والذئاب وغيرها من الثدييات.